# Алексеев, Юрий Константинович
Ю́рий Константи́нович Алексе́ев (23 февраля 1931 — 5 октября 2013) — советский, российский дипломат. Чрезвычайный и полномочный посол.

## Биография
Окончил Московский институт востоковедения (1954) и Высшую дипломатическую школу МИД СССР (1967). На дипломатической работе с 1954 года.
- В 1954—1958 годах — сотрудник Посольства СССР в Иране.
- В 1958—1960 годах — сотрудник центрального аппарата МИД СССР.
- В 1960—1965 годах — сотрудник Посольства СССР в Иране.
- В 1965—1967 годах — слушатель Высшей дипломатической школы МИД СССР.
- В 1968—1973 годах — сотрудник Посольства СССР в Афганистане.
- В 1973—1978 годах — сотрудник центрального аппарата МИД СССР.
- В 1978—1983 годах — советник-посланник Посольства СССР в Афганистане.
- В 1983—1989 годах — заместитель заведующего, заведующий Отделом стран Среднего Востока МИД СССР.
- В 1989—1991 годах — начальник Управления стран Среднего Востока МИД СССР.
- С 21 марта 1991 по 1 сентября 1992 года — чрезвычайный и полномочный посол СССР, затем России в Бангладеш[1][2].
- С 1992 года — в отставке.

Похоронен в Москве на Востряковском кладбище.

## Дипломатический ранг
- Чрезвычайный и полномочный посол

## Награды и звания
- Орден «Знак Почёта».
- Орден Трудового Красного Знамени.
- Орден Дружбы народов.
- Почётный работник Министерства иностранных дел Российской Федерации.